# Prionospio elongata
Prionospio elongata är en ringmaskart som beskrevs av Imajima 1990. Prionospio elongata ingår i släktet Prionospio och familjen Spionidae. Inga underarter finns listade i Catalogue of Life.